# Elektrochokvåben
Et elektrochokvåben er et håndholdt våben som giver et normalt ikke-dødeligt elektrisk stød som forstyrrer muskelfunktionerne. I daglig tale kaldes elektrochokvåben for strømpistoler. De er lavet sådan at de ikke forstyrrer hjertets funktion. Strømpistoler kaldes også ofte Tasere efter en af de mest kendte producenter TASER International.
Strømpistoler produceres i to hovedtyper, en type som skal berøre offeret og en type som udskyder to pile med vedhæftede ledninger, op til 6 meter lange, der skal ramme og fæstnes i offeret.
Uanset at formålet med strømpistoler er at give offeret et ikke-dødeligt stød, er der dog gentagne gange sket dødsfald efter anvendelsen af strømpistol.
Strømpistoler anvendes af militærpoliti og politi i en række lande.
Det er tillige anvendt af kriminelle under udførelse af røveri, herunder anvendt i dette øjemed i Danmark.

## Loven
Det er i henhold til dansk lovgivning ikke tilladt at eje, erhverve, sælge, eller anvende strømpistoler i Danmark uden politiets tilladelse, jævnfør bek. 1444 af 01/12/2016 § 18 stk.2 nr. 6 i henhold til våbenloven, lbk. 704 af 2.6.2009, § 4 stk. 2 nr. 4. Straframmen er op til 2 års fængsel.
Elektrochokvåben er ligeledes ikke tilladt at ejes, erhverves eller sælges i Norge uden tilladelse.
Taser-pistolen fungerer ved at skyde to små, spidse metalpile med modhagere mod den person, der skal pacificeres. Fra bagenden af pilene løber tynde ledninger tilbage til pistolen. Herfra sendes modulerede højspændingsimpulser gennem pilene, som udløser kramper i den ramte person. Amnesty International har eksempler på, en Taser blev brugt til at skyde en 15-årig, som flygtede fra en civilklædt politimand. Ved en anden lejlighed blev Tasere brugt til at vække to sovende mænd.